# 천안신당고등학교
천안신당고등학교(天安新堂高等學校)는 대한민국 충청남도 천안시 서북구 신당동에 위치한 공립 고등학교이다.

## 학교 연혁
- 2003년 8월 25일 : 천안신당고등학교 설립 인가(30학급)
- 2006년 3월 1일 : 제1대 안창모 교장 취임
- 2006년 3월 3일 : 2006학년도 입학식(12학급 444명)
- 2006년 5월 23일 : 개교 기념식
- 2006년 10월 26일 : 제1회 청솔축제 (~ 27일)
- 2009년 2월 12일 : 제1회 졸업식(12학급 424명)
- 2010년 9월 13일 : 다목적 강당 꿈마루 개관
- 2024년 3월 1일 : 제9대 김창수 교장 부임
- 2025년 1월 10일 : 제17회 졸업식(10학급: 257명 누계: 5893명)
- 2025년 3월 4일 : 제20회 입학식(10학급: 317명)

## 참고 자료
- 천안신당고등학교 - 한국교육학술정보원 학교알리미